# Dirge of Cerberus: Final Fantasy VII
Dirge of Cerberus: Final Fantasy VII es parte del proyecto de la compañía de videojuegos Square Enix llamada Compilation of Final Fantasy VII, cuyo objetivo es completar y ampliar la historia de Final Fantasy VII, videojuego publicado en 1997 para PlayStation. La historia de Dirge of Cerberus transcurre 3 años después del juego Final Fantasy VII y el protagonista de la historia es Vincent Valentine.

## Historia
Tres años han transcurrido desde la caída del meteorito, Reeve junto a su ejército WRO intenta recomponer la situación del planeta que goza de un periodo de paz y armonía. Esta armonía se verá interrumpida por un ataque a la ciudad de Kalm, donde se encontraba nuestro héroe Vincent Valentine, el ataque consta en capturar a los habitantes de dicho lugar en grandes contenedores que son llevados por helicópteros hasta las profundidades del DeepGround, lugar de procedencia del ejército atacante Deep Ground Army. Allí son ejecutados en una gran fuente de Flujo de vida (Lifestream) con el fin de despertar a la última arma OMEGA.
Vincent se ve inmerso en dicha batalla intentado ayudar a los habitantes de Kalm, allí se topa con Azul y Shelke, quienes preguntan a Vincent sobre el paradero de la Protomateria; la llegada del ejército WRO y de Reeve al lugar apresuran la partida de estos enigmáticos personajes, que prometen volver a verse en su camino. Reeve pide ayuda a Vincent para combatir esta nueva amenaza que azota a las ciudades.
A lo largo de la aventura Vincent es perturbado por recuerdos de su pasado como miembro de los Turcos (grupo de élite de la compañía Shinra) y su desempeño como guardaespaldas de Lucrecia Crescent. Así como también descubre que detrás de las acciones de los DeepGround se esconde la perversa mente de Hojo.

## Personajes
- Vincent Valentine: él es una persona muy seria, y aunque casi no se sabe nada sobre él, es muy buen amigo de Cloud Strife. En el pasado, Vincent fue miembro de los Turcos (o Turks) organización de Shinra que en su época eran un grupo de investigación. Su cuerpo fue modificado por el científico de Shinra Hojo, mismo que le dio muerte antes de experimentar con Vincent, después de que Hojo abandona su experimento a medias, Lucrecia decide continuar ya que no desea que muera, entonces introduce a caos, una antigua creación de Omega, así es como vuelve a la vida y logra mantener en calma a caos gracias a la protomateria que carga en su pecho. Debido a la culpa que siente por haber permitido que Lucrecia experimentara consigo misma y su desaparición decide encerrarse en un ataúd en el sótano de la mansión Shinra en la pequeña ciudad de Nibelheim. Treinta años después fue despertado por Cloud y sus compañeros y le acompañó en su periplo por salvar el mundo, vengándose de Hojo en el proceso. Tres años más tarde de estos acontecimientos, es invitado por Reeve al revival festival de Kalm. Durante este festival, aparece el grupo de soldados Deep Ground, atacando a la población. Vincent se unirá al W.R.O. y a sus antiguos amigos para desentrañar toda la oscuridad que envuelve a este grupo... aunque haga que antiguas heridas relacionadas con su pasado y su trágico amor se abran nuevamente.Usa pistolas con balas mágicas echas de materia para deshacerse de sus enemigos, es un experto acróbata y se convierte en una criatura bestial llegado su límite, debido a los experimentos genéticos que llevó a cabo Hojo en él.
- Cait Sith/ Reeve Tuesti: Reeve fue antes uno de los principales directivos de Shinra, jefe del Departamento de Urbanismo, arquitecto de Midgar y diseñador de los reactores de Mako. Ahora es el organizador y director de la W.R.O., y también era la persona que se ocultaba bajo la identidad de Caith Sith en la historia principal del juego original. No es una persona de acción, por lo que cada vez que tiene que actuar en situaciones de ese tipo utiliza a Caith Sith. Su organización tiene un ejército que no dudará en poner al servicio de Vincent a la hora de luchar contra la nueva amenaza de los Deep Ground.
- Yuffie Kisaragi: Ninja de Wutai, muy activa y orgullosa, se unió al grupo de Cloud y los demás con el fin de robar su Materia, con la que ayudaría a su pueblo a recuperar su antigua gloria. Sin embargo, se encariñó con sus nuevos amigos y ahora es una compañera formidable. En Dirge of Cerberus se muestra inusualmente amistosa con Vincent y también se unirá a las filas del W.R.O.
- Red XIII: No juega un papel activo en el juego, solo aparece una vez en un CGI.
- Cid Highwind: Capitán de la nave Shera, nombrada así en honor a su esposa. Esta nave es una reliquia encontrada por Cid y no se sabe cómo fue construida ni cómo funciona, así que no se puede reproducir, pero se las han arreglado para controlarla bastante bien.
- Barret Wallace: Junto con Cloud y Tifa ayudará a Vincent y a W.R.O en su lucha contra DeepGround. Tiene un brazo arma.

- Tifa Lockhart: Estará junto a Barret y Cloud, Es amiga de Cloud desde niña pero ahora lo ama.
- Cloud Strife: Fue soldado de Shinra, pero ahora lucha contra esta corporación. Estará junto con Barret y Tifa. Maneja espadas espléndidas muy grandes tiene también una moto donde las guarda.

- Aerith Gainsboroungh: Conoció a Cloud mientras vendía flores en las calles de Migdar, y decidió unirse a él en poco tiempo. Concentró su interés en el triángulo amoroso formado por ella misma, Cloud y Tifa. Murió a manos de Sephiroth.

- Lucrecia Crescent: Lucrecia era una científica de Shinra, colaboradora del profesor Hojo. Ofreció su propio cuerpo para el Proyecto Jenova, por lo que fue tratada con sus células y dio a luz a Sephiroth, el gran soldado que fue sometido a experimentos desde antes de nacer. Vincent estaba profundamente enamorado de ella. Sin embargo, él la quiso proteger de la locura de Hojo y sus experimentos, sin conseguirlo, haciéndole cargar con un gran sentimiento de culpa. Lucrecia sobrevivió, pero se le negó cualquier contacto con su hijo. Ella, sintiéndose culpable por lo que le hizo a su bebé, huyó y se escondió del mundo. En Final Fantasy VII podemos verla, lamentándose de como no puede morir a causa de las células de Jenova de su interior, y luego desapareciendo. Sin embargo, en Dirge of Cerberus dicen que se suicidó por la culpa, pero su cuerpo queda petrificado en las cataratas y sus fragmentos de identidad virtual fluyen por la corriente vital y en la mente de Shelke.
- Shalua Rui: Es una científica y soldado miembro de WRO quien hace muchos años investiga el paradero de su hermana, Shalua presto servicios como soldado, de esta forma sufrió numerosas heridas, como perder su ojo izquierdo, un brazo y muchos de sus órganos internos tuvieron que ser reemplazados por partes biomecánicas.Aun así sigue desempeñándose como científica a la causa de reconstruir el planeta y de esa forma poder tener acceso a la información que la ayude a reencontrarse con su única familia, dado que su madre y su padre murieron hace casi 10 años.
- Shelke Rui: Una persona robótica, hermana de Shalua Rui, es miembro del grupo Deep Ground Soldiers, su mente ha sido borrada y modificada para buscar la protomateria a través de corrientes neuronales y durante Dirge Of Cerberus entra en una lucha consigo misma, hasta que se da cuenta del amor que su hermana manifiesta.

### Deep Ground
- Soldados Deep Ground: El Deep Ground es un grupo de soldados modificados que estuvieron confinados bajo Midgar durante la crisis del meteorito del juego original hasta tres años, después se liberan de su prisión. No se sabe la razón exacta de su confinamiento, pero todos tienen la particularidad de gozar de una increíble fuerza y falta de sentimientos, su único propósito es adorar a Weiss, su líder, y hacer todo lo que este ordene.

En este grupo se encuentra Genesis Rhapsodos cuya reciente aparición en Final Fantasy VII Crisis Core explica cómo cayó a la corriente vital pero Zack Fair le salva y lo deja sentado en una silla. Entonces aparecen Weiss y Nero y se lo llevan para convertirlo en un Deep Ground, sin embargo la única aparición de este personaje ocurre al final del juego (tras salir los créditos) donde se ve como toma a Weiss en sus brazos y desplegando su única ala vuela a la superficie dejando pensar en una secuela a esta excelente gama de videojuegos; durante el juego también se pueden hallar documentos que hablan del "proyecto G"

## Tsviets
Miembros del grupo de elite de la armada Deep Ground:
- Shelke Rui: hermana de Shalua. Fue convocada por Nero para, gracias a sus habilidades de navegar por Network, localizar los datos de la mente de Lucrecia y así dar con el paradero de la Protomateria.
- Azul el Cerúleo: soldado de Deep Ground miembro del grupo de elite Tsviets. Antiguamente era un miembro de la élite militar de Shinra, soldado, pero su cuerpo fue modificado hasta convertirlo en una especie de ser medio hombre, medio bestia. Grande y corpulento, su arma es una enorme ametralladora Gatling. Aparece en el capítulo 4 de Before crisis de forma anecdótica. Su nombre en español tiene claro su significado.
- Rosso la carmesí: es la única mujer de los Tsviets hasta la llegada de Shelke. Rosso resignó su característica de humana en concepto de ser aún más poderosa y dejar de lado a las que ella misma llama debilidades de los humanos. Su único propósito en la vida es eliminar la mayor cantidad de enemigos que este a su alcance.
- Nero el Azabache: este particular personaje es el motor de las acciones de la armada de DeepGround, su cometido, revivir a su hermano Weiss, adentrándonos en la historia nos enteraremos que este personaje tiene mucha más incidencia en la historia. Su habilidad es manejar la oscuridad, donde encierra a sus víctimas torturándolas para siempre.
- Weiss el Inmaculado: líder de los Tsviets, muerto por razones no dadas a conocer, Weiss es el cuerpo que Hojo seleccionó para reencarnar su mente y así, de esta manera el cuerpo de Weiss se convierte en el contenedor de la mente de Hojo y de Omega (The ultimate Weapon).
- Argento la Plateada: instructora de Deep Ground. Aparece únicamente en la versión en línea de Dirge of Cerberus, situada cronológicamente antes del inicio de la historia del propio juego, y que narra la guerra entre Tsviets y restrictores en los confines de Deep Ground. Es una mujer enigmática y sabía que con frecuencia ofrece sus consejos a los soldados de Deep Ground y que mantiene una alianza con Shelke para liberar a Weiss de su confinamiento antes de su muerte. No mencionan que ella también muriese en la guerra, pero se desconoce su paradero durante la trama oficial del juego, así como cualquier tipo de información sobre ella.